# Pjotr Solomonowitsch Stoljarski

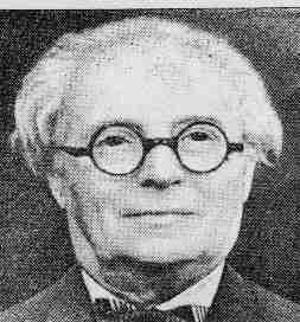
Pjotr Solomonowitsch Stoljarski (1908)

Pjotr Solomonowitsch Stoljarski (russisch Пётр Соломонович Столярский, wiss. Transliteration Pëtr Solomonovič Stoljarskij; * 18. Novemberjul. / 30. November 1871greg. in Lipowzy, Gouvernement Podolien, heute Ukraine; † 29. April 1944 in Swerdlowsk) war ein sowjetischer Violinist und Musikpädagoge.

## Leben
Stoljarski studierte bei Stanisław Barcewicz in Warschau und bei Emil Młynarski in Odessa. 1893 schloss Stoljarski die Geigenklasse der Odessaer Musikschule ab. Von 1893 bis 1919 war er Violinist im Orchester der Odessaer Oper. Ab 1898 war er als Musiklehrer tätig. 1912 eröffnete er seine eigene Musikschule. Ab 1919 unterrichtete er am Konservatorium Odessa (ab 1923 als Professor). Er war einer der Begründer der sowjetischen Geigenschule. Eng mit seinem Namen ist die Methode der professionellen Musikausbildung im frühesten Kindesalter verbunden. Auf seine Initiative hin wurde 1933 die Staatliche Musikfachschule für begabte Kinder eröffnet, die heute seinen Namen trägt. In den 1930er-Jahren gewannen seine Schüler zahlreiche internationale Preise. Zu seinen Schülern gehörten unter anderem die später weltberühmten Violinisten David Oistrach und Nathan Milstein sowie Boris und Michael Goldstein, Michail Fichtenholz und Jelisaweta Gilels.
Stoljarski war seit 1939 Mitglied der KPdSU.

## Würdigungen
- In Odessa wird an Stoljarski mit einem Violinwettbewerb erinnert, der seinen Namen trägt. Dieser wurde 2018 zur Probe als nationaler Wettbewerb durchgeführt, 2021 (anlässlich des 150. Geburtstags von Stoljarski) erstmals als internationaler Wettbewerb ausgetragen und soll in Zukunft alle 2 Jahre stattfinden.[1][2]

## Ehrungen
- 1939 wurde ihm der Titel Volkskünstler der Ukrainischen SSR verliehen. Außerdem wurde er mit dem Orden des Roten Banners der Arbeit ausgezeichnet.